# Ruf CTR2
Ruf CTR2 é um carro esportivo de 2-portas  construído pela Ruf Automobile da Alemanha, tendo a sua base no  Porsche 911 geração 993.

## História
A Ruf veio aos olhos do público em 1987, quando lançaram o seu Porsche 911 Carrera 3.2 de nome CTR, um modelo de produção extremamente limitada, que por muitos anos manteve o título de automóvel mais rápido do mundo da produção. Querendo um modelo de alto desempenho para permanecer entre as ofertas da empresa, Alois Ruf Jr, o proprietário da empresa, prodoziu o Ruf CTR2, em 1995, com base no então novíssimo Porsche 911 Geração 993. Com preço de US$ 315.000, o CTR2 padrão veio acompanhado de tração nas quatro rodas (4WD), com assentos de corrida Recaro racing acompanhado de um cinto de cinco pontas Simpson, freios alargados, uma gaiola de proteção. O motor padrão desse modelo era um Porsche de 3.6 litros, twin-turbocharged flat-six  que produzia 520 hp (388 kW) de potência e 685 N·m de torque.
Capaz de correr de 0–100 km/h em menos de 3,5 segundos e atingir uma velocidade máxima superior a 354 km / h, o CTR2 foi um dos veículos de produção mais rápido do mundo, capaz de competir a-par com outros veiculos como a Ferrari F50 e a Jaguar XJ220. A McLaren F1 foi o único modelo de veículo que apresentou um desempenho melhor que o Ruf CTR2.
Ruf ainda tentou entrar com duas versões modificadas do CTR2 para a corrida de Pikes Peak 1997 Rampa. Um deles foi dirigido por Steve Beddor e o outro por David Beddor .Ao contrário de outros concorrentes, o carro foi conduzido dentro e fora do circuito. Steve Beddor  terminou na segunda posição nas eliminatórias, e David terminou na quarta posição.

## Especificações
- Peso: 1381 kg
- Power: 520 hp @ 5800 rpm
- Torque: 685 N.m @ 4800 rpm
- Relação Consumo x Potência: aprox. 144.44 hp por litro
- Relação Peso x Potência: aprox. 2,658 kg por horsepower
  - 0–100 km/h: 3.8 sec
  - 0–160 km/h: 7.8 sec
  - 1/4 milha: 11.5 seconds a 203 km/h
  - Velocidade Máxima: 346 km/h